# Cuando seas mía
Cuando seas mía es una telenovela mexicana, producida por Rafael Gutiérrez y transmitida por TV Azteca en 2001. Es una adaptación de la telenovela colombiana Café con aroma de mujer, original de Fernando Gaitán.
Protagonizada por Silvia Navarro y Sergio Basáñez; y con las participaciones antagónicas de Rodrigo Abed, Martha Cristiana, Anette Michel, Margarita Gralia y Luis Felipe Tovar. Cuenta además con las actuaciones estelares de Iliana Fox, Ana Serradilla, Laura Padilla, Juan Pablo Medina y los primeros actores Sergio Bustamante y Evangelina Elizondo.

## Sinopsis
Teresa Suárez "Paloma", es una mujer que trabaja como recolectora en los cafetales de la hacienda "Casa Blanca" en Veracruz. Los cafetales son propiedad de la familia Sánchez Serrano. Luego de la muerte del dueño, el patriarca de la familia (Don Lorenzo Sánchez Serrano), en el velorio "Paloma" conoce a uno de los nietos de don Lorenzo, Diego Sánchez Serrano y se enamora de él, quien a su vez le corresponde.
Se lleva a cabo la lectura del testamento de Don Lorenzo Sánchez Serrano, el cual determina que la totalidad de la herencia se otorgará al primer hijo de uno de sus nietos varones, lo que provoca una ruptura general de la familia. Una parte de las propiedades, El Cafetalero, se queda en manos de su hijo Juan Francisco Sánchez-Serrano Ugarte, su esposa Ángela Vallejo de Sánchez Serrano, sus hijos Fabián Sánchez-Serrano Vallejo y su esposa Bárbara Castrejón de Sánchez-Serrano y Bernardo Sánchez-Serrano Vallejo. La otra parte, La Hacienda Casa Blanca, se queda en manos de su otro hijo Joaquín Sánchez-Serrano Ugarte, su esposa Carlota de Sánchez Serrano y sus hijos Diego, Daniela y Diana Sánchez-Serrano. Además hay un sobre especial con instrucciones de no abrirse hasta dentro de cuatro años.
Tras un amorío fugaz con "Paloma", Diego se va a Londres por algunos meses a terminar sus estudios. Mientras tanto, "Paloma" descubre que se encuentra embarazada, por lo que decide ir a Europa en búsqueda de Diego para informarle de su estado. Sin embargo, para viajar a Europa ella acepta ser modelo de una agencia en París, pero esto es un engaño ya que el fotógrafo que la contrata es un tratante de blancas. Mientras "Paloma" está perdida en Europa Diego vuelve a México al enterarse de la trágica muerte de sus padres.
"Paloma" regresa a México. Al llegar se percata de que Diego se encuentra casado con otra mujer por el despecho que sintió al saber que supuestamente "Paloma" viajó a Europa a prostituirse, por lo que empieza una historia de amor e intrigas.
"Paloma" al volver y enfrentarse a la verdad de que había perdido a su amor, decide viajar a la Ciudad de México. Se cambia el nombre a Elena Olivares, y utiliza datos falsos de trabajos en Europa (dando datos de amigos que conoció en su estadía allá) y comienza a trabajar en un hotel. Cansada de ese trabajo, se entera de que El Cafetalero es una empresa de la familia Sánchez Serrano y se empeña en trabajar ahí para encontrarse con Diego.
Luego de una larga espera y mucho empeño, el gerente Fabián Sánchez Serrano le hace una entrevista, y ella consigue el trabajo, no solo por sus conocimientos adquiridos en Europa sino por su belleza, ya que la óptica de Fabián era tener secretarias sensuales.
Sus capacidades hacen que asuma el trabajo de secretaria de Fabián, por lo que una de sus compañeras la comienza a odiar. La esposa de Fabián, Bárbara, sentía celos de la cercanía con su esposo y siempre la trató de su amante.
Elena se hace conocer por todo el gremio por su cálido trato y sus excelentes valores y así conoce al presidente del Consejo Mexicano del Café, el Dr. Roberto Avellaneda y al abogado de la familia Sánchez Serrano, Jorge Latorre.
Tiempo después, Diego vuelve a la ciudad y se hace cargo de El Cafetalero pues su primo Fabián iba a comenzar un nuevo proyecto, una tostadora en Nueva York. Después de la pérdida de su hijo a manos de su celosa esposa, Fabián la deja y se va con su amante Marcia Fontalvo, y se compromete con ella.
Después de tanto esconderse "Paloma" es descubierta por Diego, y descubren que su amor había perdurado todo el tiempo y deciden concretarlo, haciendo planes de escaparse juntos.
Un día, "Paloma" muy alegre cantaba "Paloma Negra" y la esposa de Diego, Berenice Sandoval de Sánchez Serrano (mejor amiga de Bárbara) la reconoció ya que ella siempre supo que "Paloma" era la dueña del corazón de Diego. Identificó su voz con un casete de música que Teresa Suárez había regalado a Diego cuando se conocieron. Desesperada, Berenice pide ayuda a Bárbara y Fabián (sus cómplices y enemigos a la vez pues a ellos les favorecía que Diego se quede con Berenice para que nunca tuvieran relaciones sexuales y no naciera un hijo de ellos). "Paloma" es despedida por Fabián, dejándola sin dinero, sin indemnización, sacándole todo lo que tenía y amenazándola que sería denunciada por manejo de nombre falso. Luego llega Diego, y le dicen que "Paloma" renunció, robándose dinero, y que fue amante de Fabián por mucho tiempo.
Tiempo después, "Paloma" pasó mucho tiempo trabajando en diferentes locales hasta que decidió ir a pedir ayuda a una persona especial para ella. Fue al Consejo Mexicano del Café pidiendo al doctor Avellaneda que le dé trabajo. Aunque Avellaneda duda, le consigue una vacante para ella.
Berenice, viendo que era casi imposible el contacto sexual con su esposo, decide ir al consultorio para una inseminación artificial. Diego deja sus muestras, pero Berenice ya tenía un amante en ese tiempo, Miguel Tejeiros y Caballero, que era un mantenido haciéndose pasar por un millonario. Aunque Miguel termina en un noviazgo con Diana (hermana de Diego), Berenice, al enterarse de que estaba embarazada de Miguel, miente a la familia Sánchez Serrano diciendo que no pudo esperar más y se hizo la inseminación sin autorización de Diego.
Diego se vuelve a encontrar con "Paloma", y se vuelven a enfrentar con la verdad y se piden perdón. Pero el doctor Avellaneda les pide que guarden su amor pues la familia Sánchez Serrano lo presionaba para que corra del trabajo a Elena Olivares. "Paloma" logra llegar a un puesto muy importante en el departamento de relaciones públicas y conoce al licenciado Mariano Sáenz.
Después de la boda de Diana con Miguel, Fabián había vuelto con Bárbara, y Berenice acosa a Miguel telefónicamente muy seguido, lo que lleva a sospechar a Diana que él tiene una amante. Al enterarse de que era su propia cuñada avisa a su hermano. Ambos los enfrentan y ella le dice la verdad sobre su hijo, ambos amantes escapan y en ese transcurso, Berenice muere atropellada brutalmente y Miguel se lleva al niño.
Los celos de Diego por Mariano Sáenz lo llevan a la desesperación, y es tratado con una psicóloga (Antonia) de quien se termina enamorando, sin embargo "Paloma" nunca aceptó el amor de Mariano.
Pasaron 4 años y el testamento final de don Lorenzo Sánchez Serrano fue leído. Él dejaba a "Paloma" y a mamá Soledad “Chole” Suárez una finca llamada "San José" en agradecimiento al apoyo que siempre esta le brindó en su juventud. Celosa de todo esto, la viuda de don Lorenzo, Inés Ugarte de Sánchez-Serrano se empeña en destruir a "Paloma" y a su mamá. "Chole" habla con ella y le cuenta que un día le salvó la vida a don Lorenzo. Arrepentida, Inés deja la hacienda en manos de las recolectoras.
Tras fortalecer el amor de Diego y "Paloma", ambos reciben la noticia que "Paloma" será trasladada a Londres por un mejor cargo. Ellos deciden viajar. Pero el padre de Marcia Fontalvo, amante despechada de Fabián, descubre que "El Cafetalero" hacía exportaciones ficticias por lo cual se realiza la denuncia correspondiente. Diego se entera de que "El Cafetalero" se veía en una grave situación legal pues se había confirmado el manejo ilegal y los únicos sospechosos eran él y "Paloma", ya que era en el período en que Fabián estaba en Nueva York y sus firmas inconscientemente estaban en todos los papeles.
Diego no quería que "Paloma" pisara la cárcel y le miente diciéndole que ya no la quería. Ella decidida y enojada viaja sola con su madre a Londres. Diego es detenido y llevado a prisión.
En la hacienda, una plaga había caído entonces debido a los malos manejos de Miguel Tejeiros y se perdió la totalidad de los cafetos. La plaga llamada Roya acabó con todo y todos los cafetales fueron quemados.
La abuela de Diego sufre una hemorragia cerebral. Después del juicio y de diversas pruebas durante el proceso, Diego sale de prisión y ahora todos deben hacer pagar al verdadero culpable, Fabián Sánchez Serrano. 
Tras muchas situaciones Fabián muere en "El Cafetalero" durante un forcejeo con Diego, hiriéndose a sí mismo. Finalmente Diego y "Paloma" se casan con la presencia de toda la familia. Pasa el tiempo y tienen tres hijos, siendo felices todos para siempre en constantes reuniones familiares. Aunque "El Cafetalero" jamás se recuperó, la hacienda "Casa Blanca" empezó de nuevo a crecer.

## Elenco
- Silvia Navarro - Teresa Suárez Domínguez "Paloma" / Elena Olivares Maldonado de Sánchez-Serrano
- Sergio Basáñez - Diego Sánchez-Serrano
- Martha Cristiana - Berenice Sandoval Portocarrero de Sánchez-Serrano
- Anette Michel - Bárbara Castrejón de Sánchez-Serrano
- Rodrigo Abed - Fabián Sánchez-Serrano Vallejo
- Evangelina Elizondo - Doña Inés Ugarte Vda. de Sánchez-Serrano "Mamáne"
- Sergio Bustamante - Juan Francisco Sánchez-Serrano Ugarte
- Margarita Gralia - Ángela Vallejo de Sánchez-Serrano
- Laura Padilla - Soledad Suárez Domínguez de Mondriani "Chole"
- Ana Serradilla - Daniela Sánchez-Serrano de McKlane
- Iliana Fox - Diana Sánchez-Serrano de MacGregor
- Juan Pablo Medina - Bernardo Sánchez-Serrano Vallejo
- Luis Felipe Tovar - Miguel Alfonso Tejeiros y Caballero
- Rodrigo Cachero - Mariano Sáenz
- Alejandro Lukini - Jeremy MacGregor
- Gloria Peralta - Marcia Fontalvo
- Fernando Sarfatti - Giancarlo Mondriani
- Enrique Becker - Lic. Jorge Latorre
- Homero Wimmer - Dr. Roberto Avellaneda
- José Carlos Rodríguez - Carlos Fontalvo
- Adriana Parra - Ximena de Fontalvo
- Ramiro Huerta - Aurelio Lopéz
- Adrián Makala - Harold McKlane
- Daniela Schmidt - Antonia
- Claudine Sosa - Josefina
- Leonardo Daniel - Joaquín Sánchez-Serrano Ugarte
- Jesús Estrada - Juancho Mejia
- Tania Arredondo - Leonor de Lopéz
- Carolina Carvajal - Matilde
- Guillermo Larrea - Juan Manuel Quiroz
- Gabriela Andrade - Margarita de Sánchez-Serrano
- Carmen Delgado - Constanza Portocarrero de Sandoval
- Alejandro Ciangherotti II - Ricardo Sandoval
- José González Márquez - Lorenzo Sánchez-Serrano

### Premios Bravo
| Año  | Categoría             | Nominado(a)          | Resultado |
| ---- | --------------------- | -------------------- | --------- |
| 2002 | Mejor actor masculino | Sergio de Bustamante | Ganador   |